# باتريك هولاند
باتريك هولاند هو لاعب هوكي الجليد كندي، ولد في 7 يناير 1992 في ليثبريدج في كندا.

## وصلات خارجية
- باتريك هولاند على موقع دوري الهوكي الوطني (الإنجليزية)
- باتريك هولاند على موقع قاعة مشاهير الهوكي (لاعب أن.إتش.أل) (الإنجليزية)
- باتريك هولاند على موقع EliteProspects.com (الإنجليزية)
- باتريك هولاند على موقع HockeyDB.com (الإنجليزية)
- باتريك هولاند على موقع Hockey-Reference.com (الإنجليزية)